# 戴尔·加德纳退伍军人纪念桥
戴尔·加德纳退伍军人纪念桥（英語：Dale Gardner Veterans Memorial Bridge）是52号美国国道（US52）跨过密西西比河的下承式钢拱桥，连接了东岸的伊利诺伊州薩凡納和衣阿华州的岛屿城市Sabula，施工开始于2016年，2017年11月17日建成通车，取代了原先连接两地的桥梁。桥梁以纪念前美國海軍上校、美国国家航空航天局宇航员戴尔·加德纳命名。